# Fexofenadine
Fexofenadine (merknaam Telfast, STP.Free) behoort tot de geneesmiddelengroep antihistaminica.

## Werking
Het verlicht de symptomen van hooikoorts (seizoensgebonden allergische rinitis) zoals niezen, jeuk, loopneus of verstopte neus en jeukende, rode en tranende ogen.